# 薩克森-哥達-阿爾滕堡的路易絲 (1756-1808)
薩克森-哥達-阿爾滕堡的路易絲（德語：Luise von Sachsen-Gotha-Altenburg，1756年3月9日—1808年1月1日），梅克倫堡-施威林公爵夫人，薩克森-哥達-阿爾滕堡約翰·奧古斯特王子的女兒。

## 家庭
1775年，路易絲與梅克倫堡-施威林的腓特烈·法蘭茲結婚，兩人共有4子2女：
1. 腓特烈·路德維希（1778年—1819年）
2. 路易絲·夏洛特（1779年—1801年）
3. 古斯塔夫·威廉（1781年—1851年）
4. 卡爾·奧古斯特·克里斯蒂安（1782年—1833年）
5. 夏洛特·弗蕾德里克（1784年—1840年）
6. 阿道夫（1785年—1821年）